# Backsjön (Östmarks socken, Värmland, 669598-132295)
Backsjön är en sjö i Torsby kommun i Värmland och ingår i Göta älvs huvudavrinningsområde. Sjön är 16,3 meter djup, har en yta på 0,162 kvadratkilometer och är belägen 364,1 meter över havet. Vid provfiske har abborre, elritsa och öring fångats i sjön.

## Delavrinningsområde
Backsjön ingår i det delavrinningsområde (669622-132259) som SMHI kallar för Utloppet av Backsjön. Medelhöjden är 389 meter över havet och ytan är 0,6 kvadratkilometer. Räknas de 4 avrinningsområdena uppströms in blir den ackumulerade arean 3,35 kvadratkilometer. Vattendraget som avvattnar avrinningsområdet har biflödesordning 6, vilket innebär att vattnet flödar genom totalt 6 vattendrag innan det når havet efter 394 kilometer. Avrinningsområdet består mestadels av skog (72 procent). Avrinningsområdet har 0,16 kvadratkilometer vattenytor vilket ger det en sjöprocent på 26,5 procent.